# 날개달린 녀석들
"날개달린 녀석들"은 1986년에 개봉한 대한민국의 영화이다.

## 캐스팅
- 전현
- 박미령
- 현진부
- 박원숙
- 김동현
- 김운하
- 김태정
- 국정환
- 김길호
- 김화란
- 김지훈
- 이인옥
- 김영임
- 전숙
- 김경란
- 이종철
- 박동룡
- 홍동은
- 최신영
- 백지운